# Ameiurus nebulosus
El pez gato, pez cabeza de toro o barbú torito (Ameiurus nebulosus) es una especie de peces de la familia Ictaluridae en el orden de los Siluriformes.

## Morfología
Los machos pueden llegar alcanzar los 55 cm de longitud total.

## Distribución geográfica
Es originario de Norteamérica y ha sido introducido en  Chile, Irán, Turquía e Irlanda.